# NHL Entry Draft 1984
Der NHL Entry Draft 1984 fand am 9. Juni 1984 im Forum de Montréal in Montréal in der kanadischen Provinz Québec statt. Bei der 22. Auflage des NHL Entry Draft wählten die Teams der National Hockey League (NHL) in zwölf Runden insgesamt 250 Spieler aus. Als First Overall Draft Pick wurde der kanadische Center Mario Lemieux von den Pittsburgh Penguins ausgewählt, der die NHL als einer der besten Spieler in der Geschichte des Eishockeysports prägen sollte. Auf den Positionen zwei und drei folgten Kirk Muller für die New Jersey Devils und Eddie Olczyk für die Chicago Black Hawks. Die Reihenfolge des Drafts ergab sich aus der umgekehrten Abschlusstabelle der abgelaufenen Spielzeit 1983/84, wobei die Playoff-Teams nach den Mannschaften an der Reihe waren, die die Playoffs verpasst hatten.
Der Entry Draft 1984 war der erste, der von CBC im kanadischen Fernsehen ausgestrahlt wurde. Dies hatte auch zur Folge, dass die Veranstaltung ab dem Folgejahr abwechselnd in unterschiedlichen NHL-Städten ausgetragen wurde. Unterdessen sorgten die gastgebenden Canadiens de Montréal für Schlagzeilen, indem sie an fünfter Position Petr Svoboda berücksichtigten. Dieser wurde damit nicht nur zum am höchsten gewählten Tschechoslowaken aller Zeiten, sondern war zur Überraschung vieler auch persönlich anwesend, da er kurz zuvor im Rahmen der Junioren-Weltmeisterschaft 1984 in den Westen geflohen war. Weitere Kuriositäten ereigneten sich in späteren Runden, so wählten die Buffalo Sabres einen gar nicht verfügbaren Spieler, während die Philadelphia Flyers einen bereits berücksichtigten Akteur auswählen wollten, sodass diese beiden Picks für ungültig erklärt wurden. Darüber hinaus wurde an Position 69 mit Tom Glavine ein Spieler gezogen, der statt in der NHL in der MLB als Baseballspieler Karriere machte.
Rückblickend wurde im Jahrgang 1984 eine größere Anzahl an Stars relativ spät im Draft gezogen, darunter die Hall-of-Fame-Mitglieder Patrick Roy (51.), Brett Hull (117.) und Luc Robitaille (171.) sowie auch Cliff Ronning (134.) und Gary Suter (180.). Weitere bekannte Spieler sind unter anderem Gary Roberts, Kevin Hatcher, Scott Mellanby, Stéphane Richer, Michal Pivoňka und Kirk McLean.

## Draftergebnis

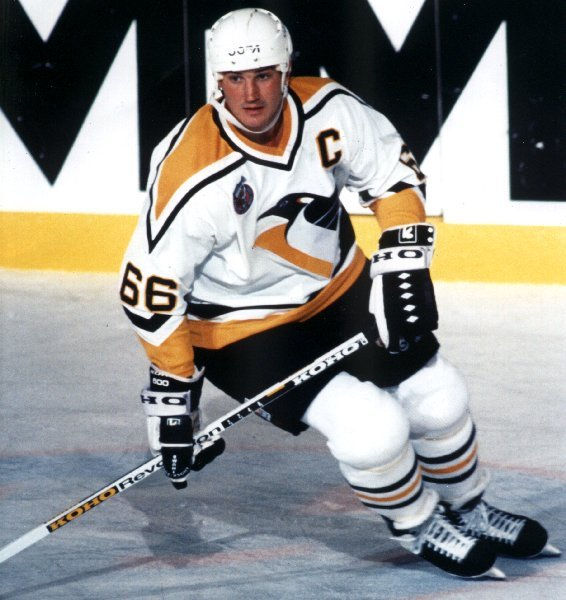
Mario Lemieux, gewählt an Position 1

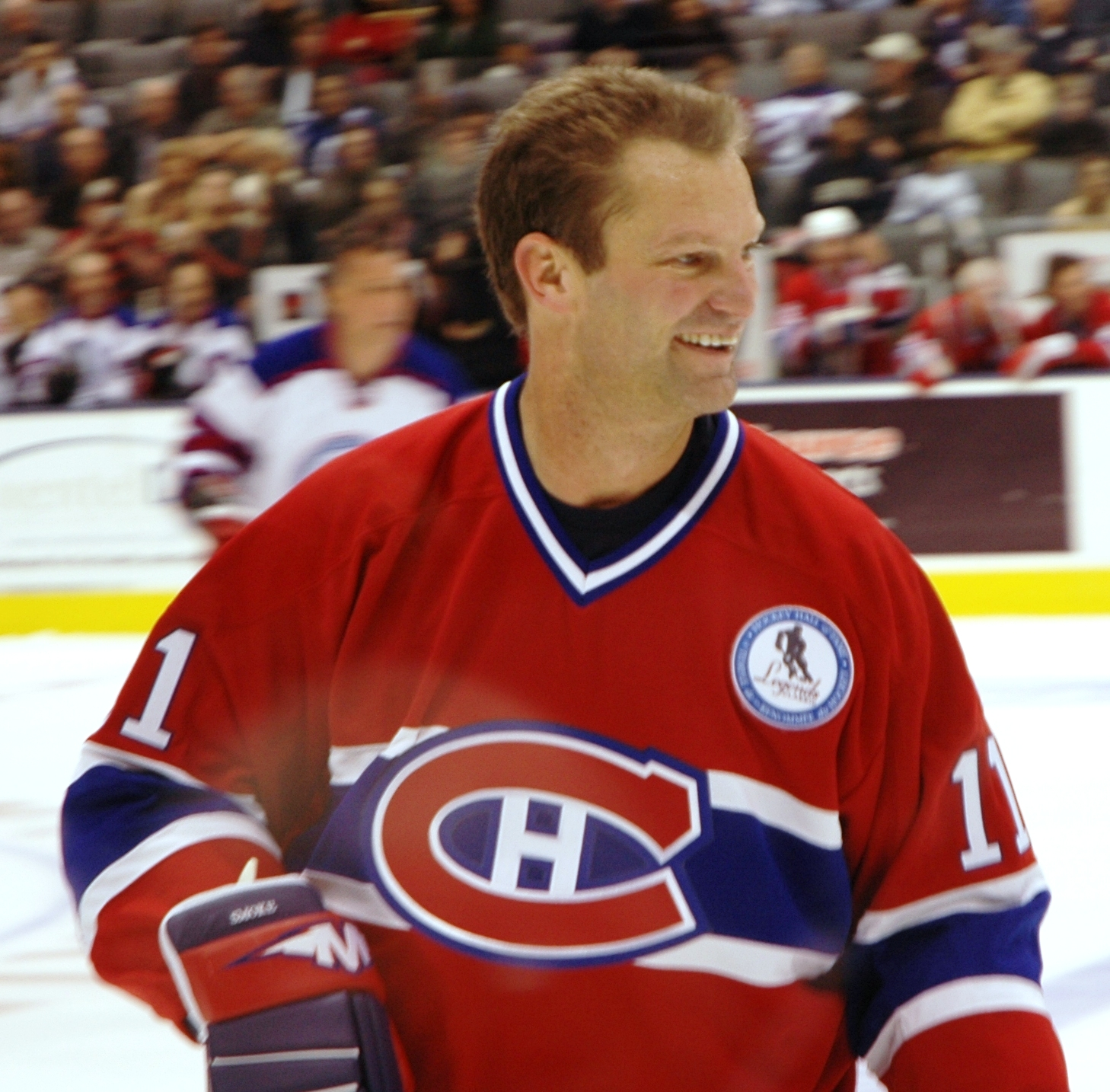
Kirk Muller, gewählt an Position 2

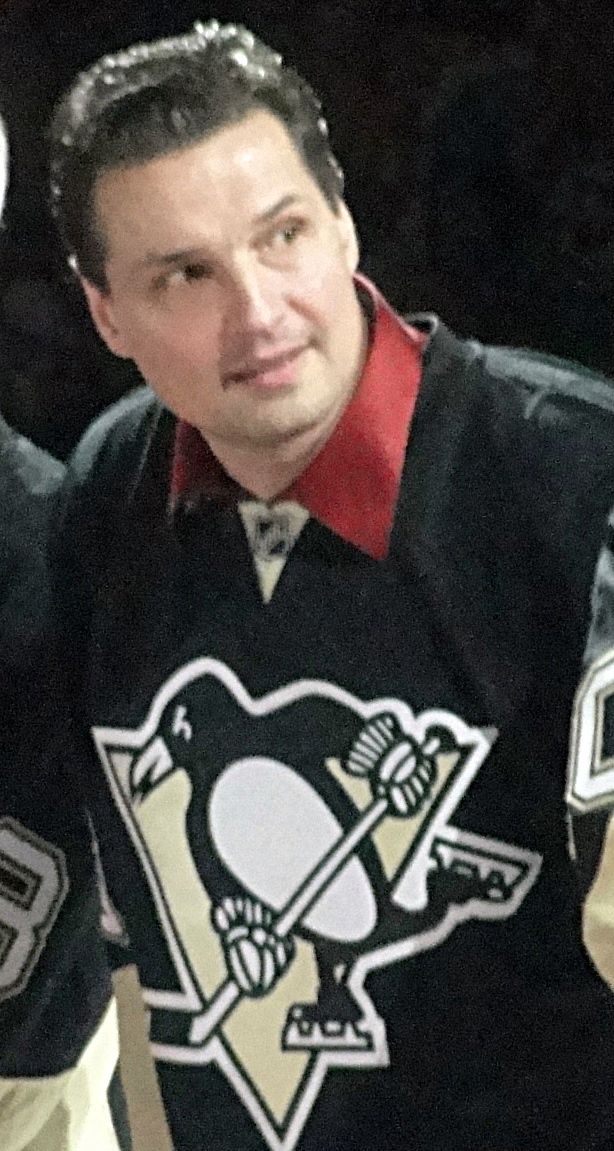
Eddie Olczyk, gewählt an Position 3

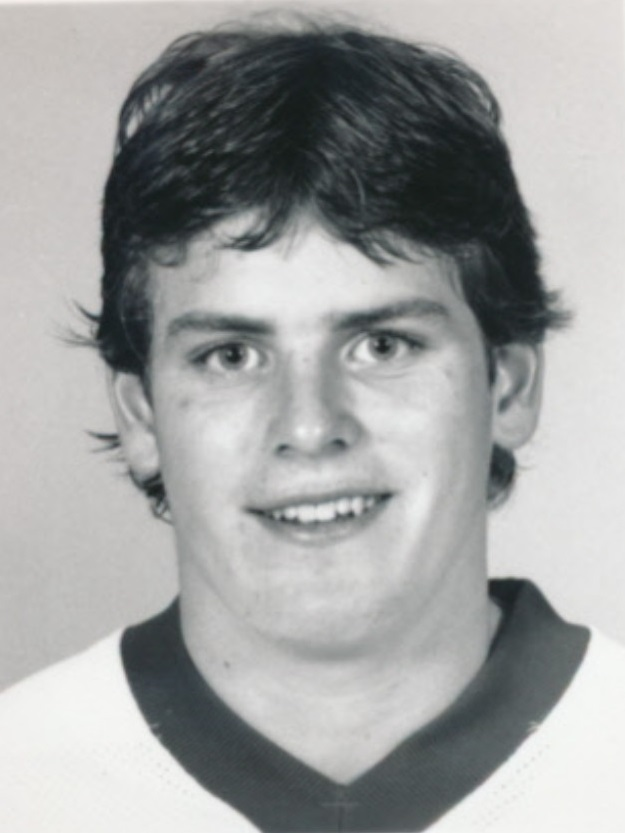
Shawn Burr, gewählt an Position 7

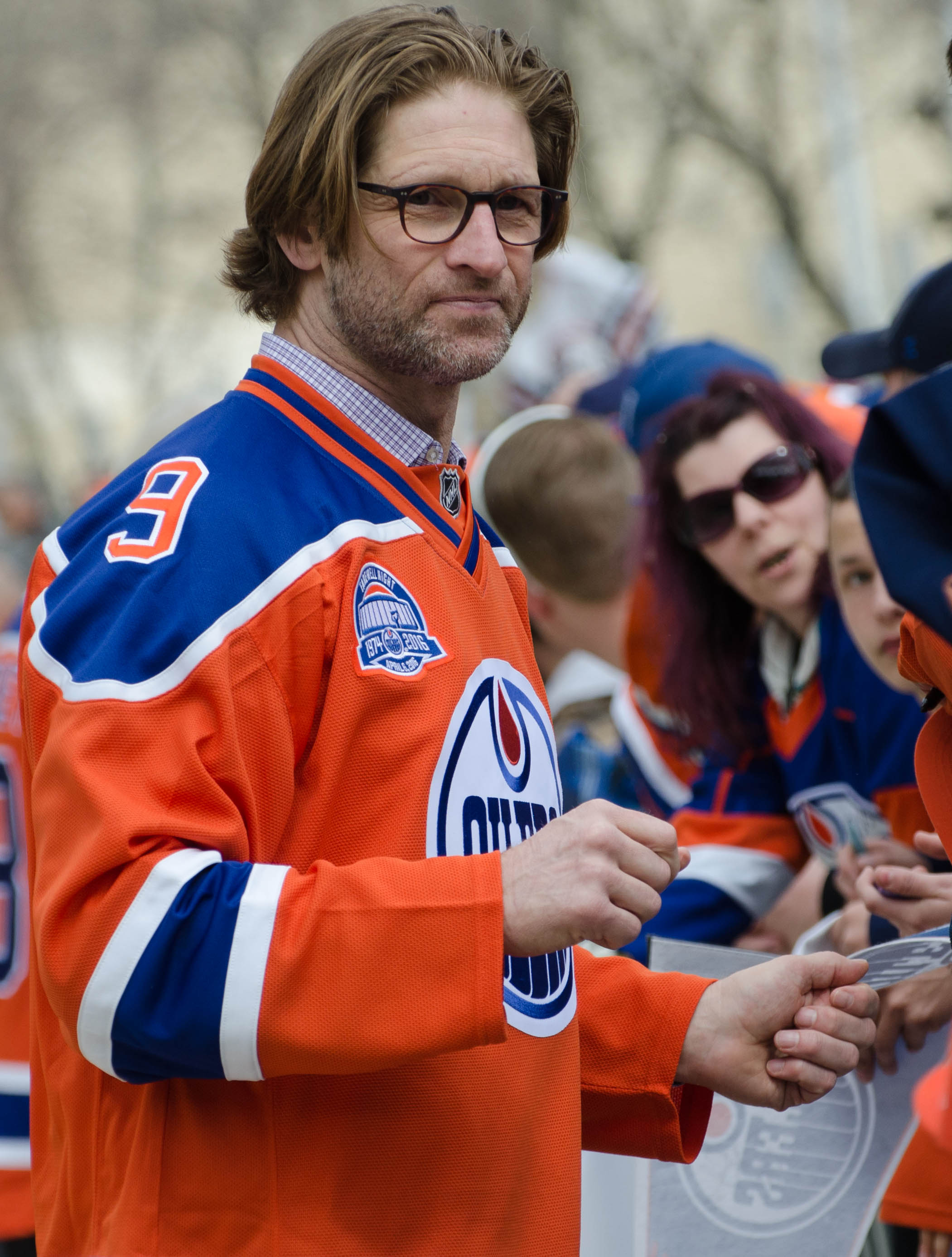
Shayne Corson, gewählt an Position 8

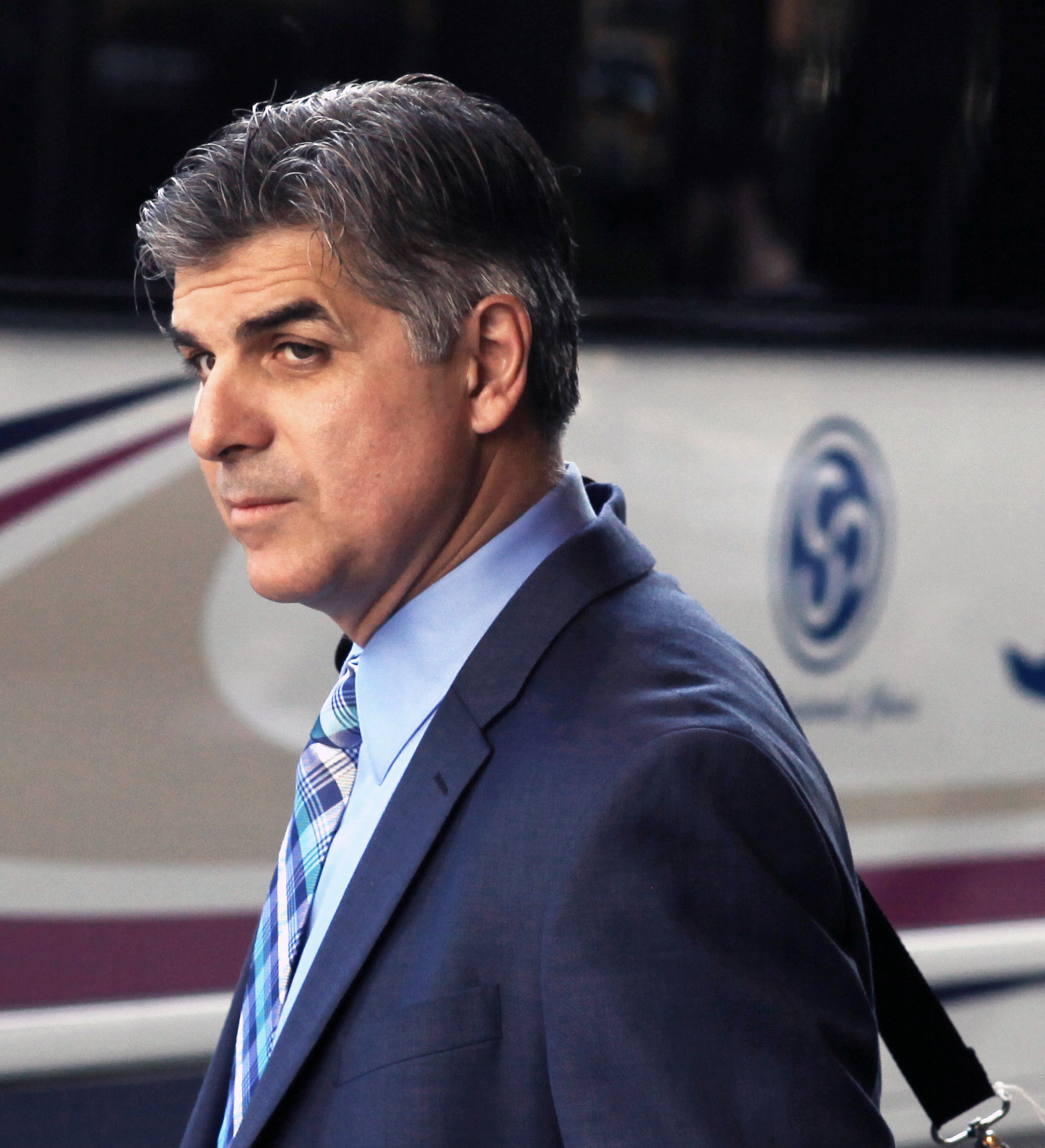
Jean-Jacques Daigneault, gewählt an Position 10

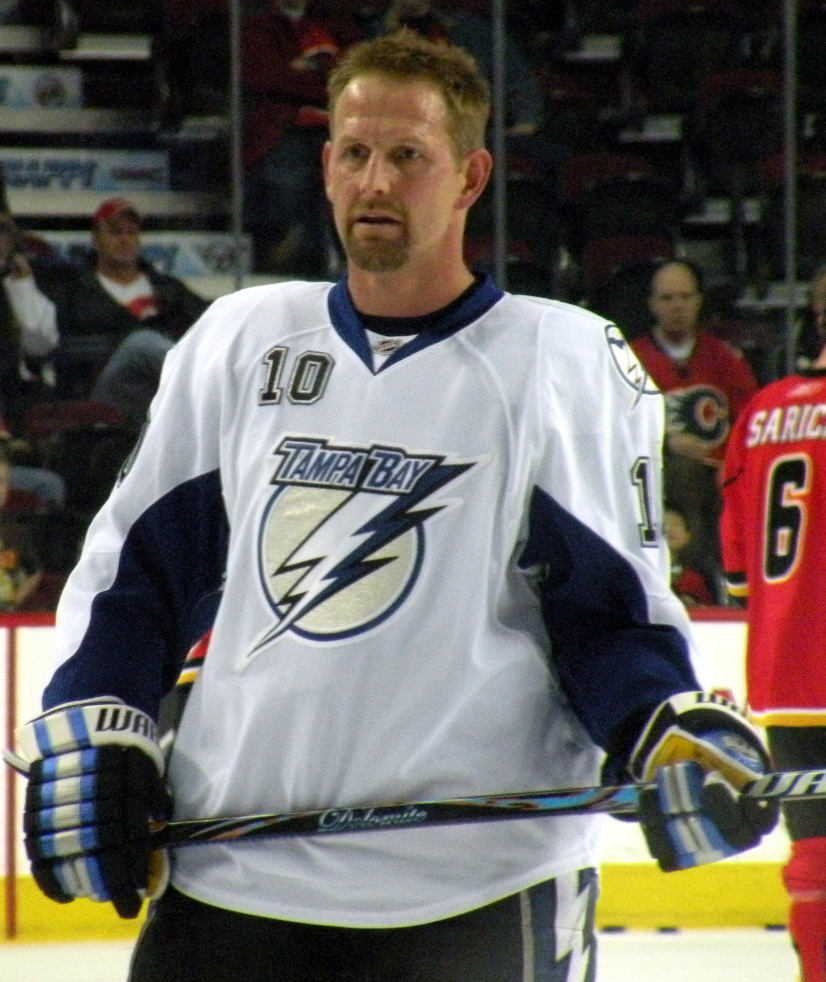
Gary Roberts, gewählt an Position 12

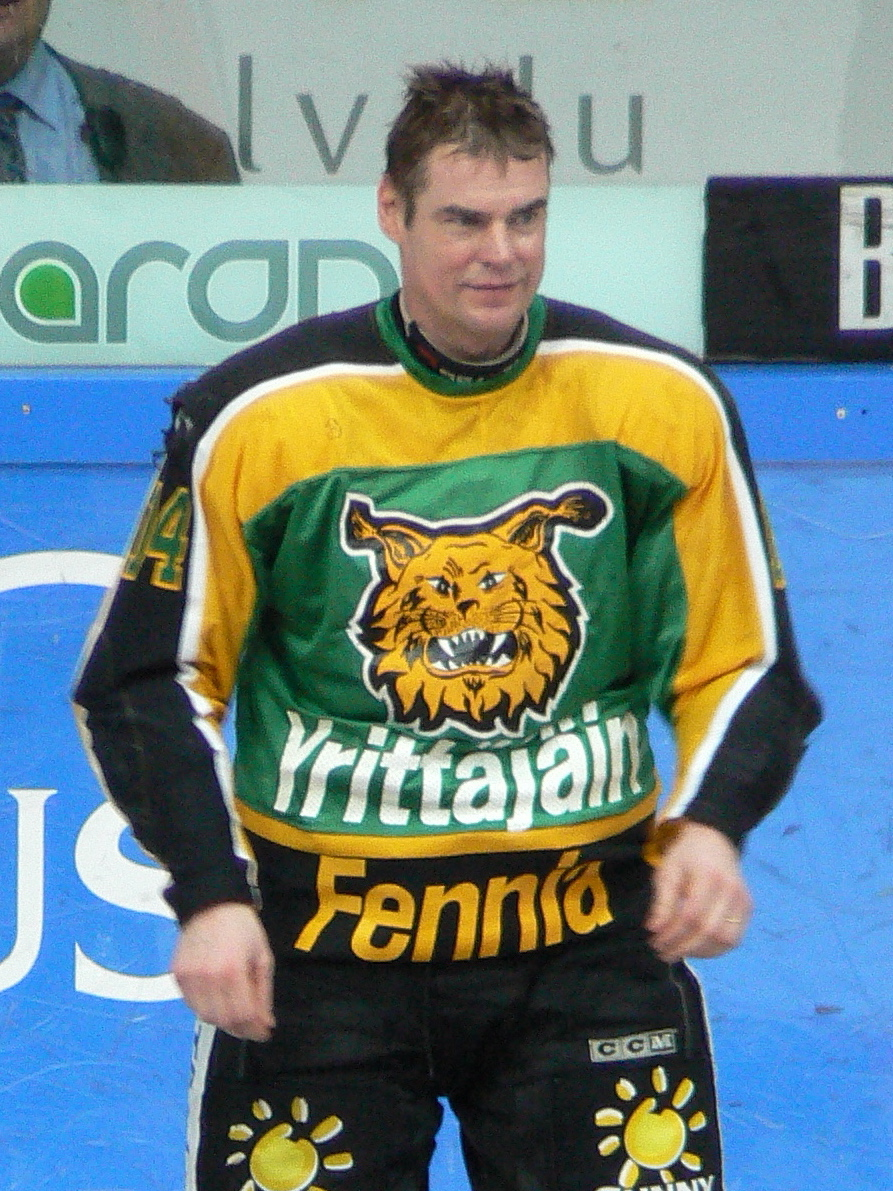
Raimo Helminen, gewählt an Position 35

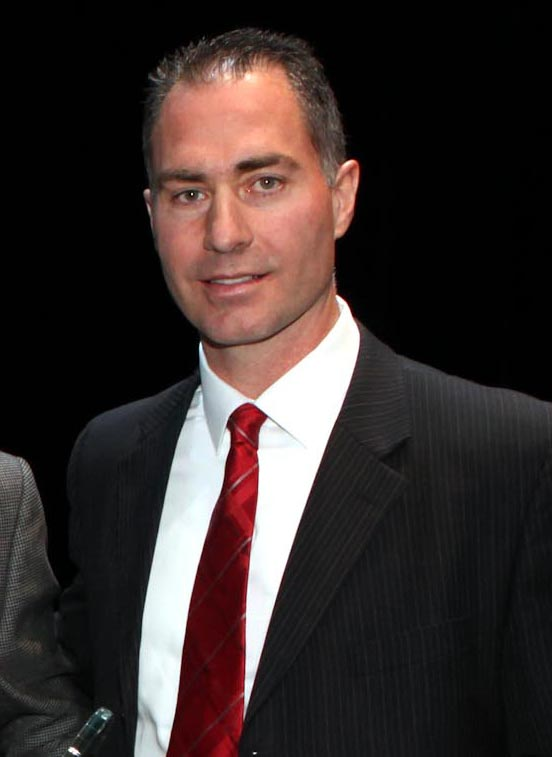
John Stevens, gewählt an Position 47

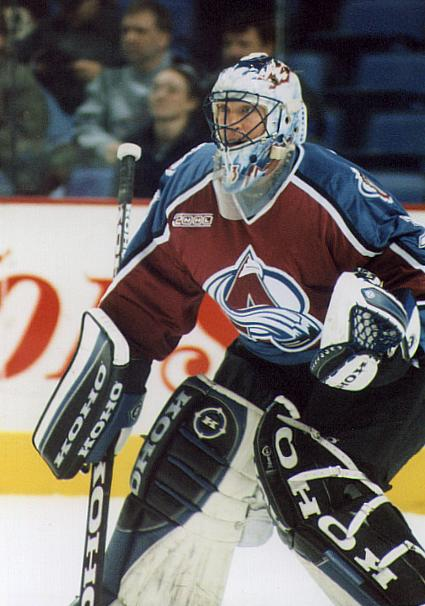
Patrick Roy, gewählt an Position 51

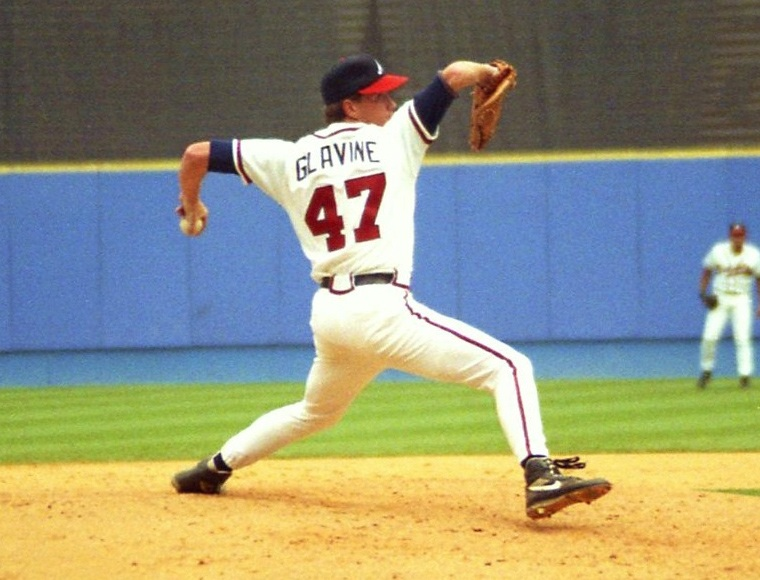
Tom Glavine, gewählt an Position 69

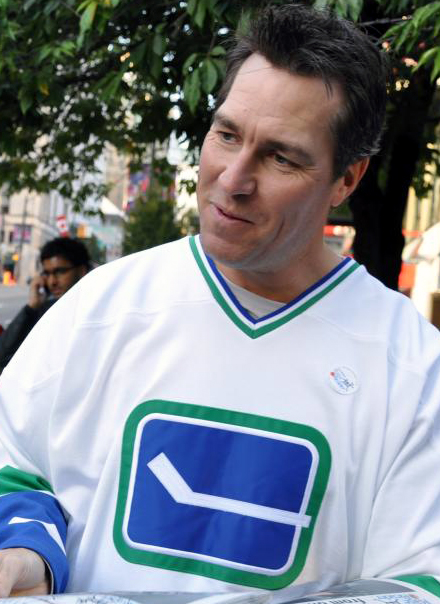
Kirk McLean, gewählt an Position 107

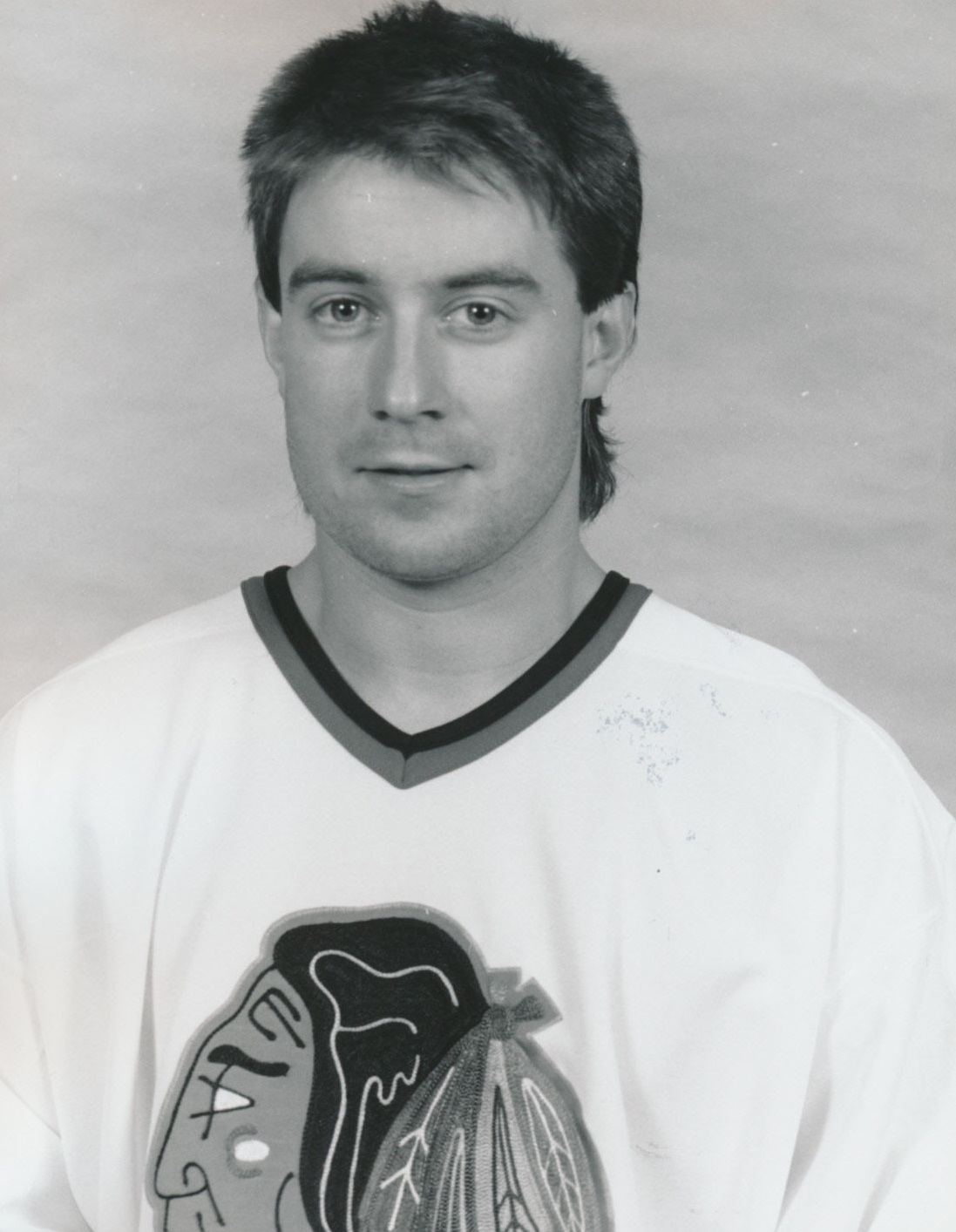
Chris Clifford, gewählt an Position 111

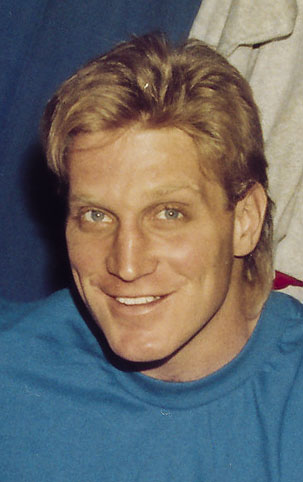
Brett Hull, gewählt an Position 117

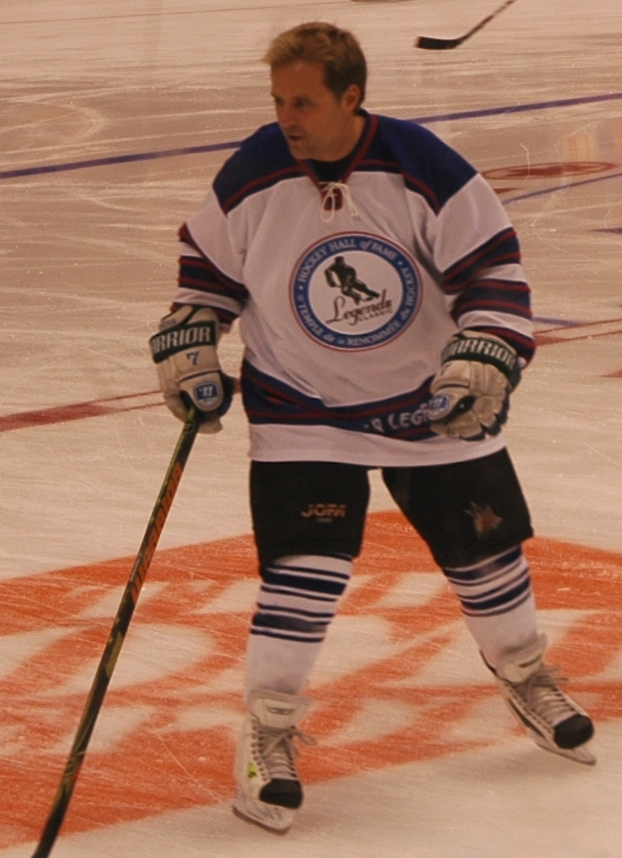
Cliff Ronning, gewählt an Position 134

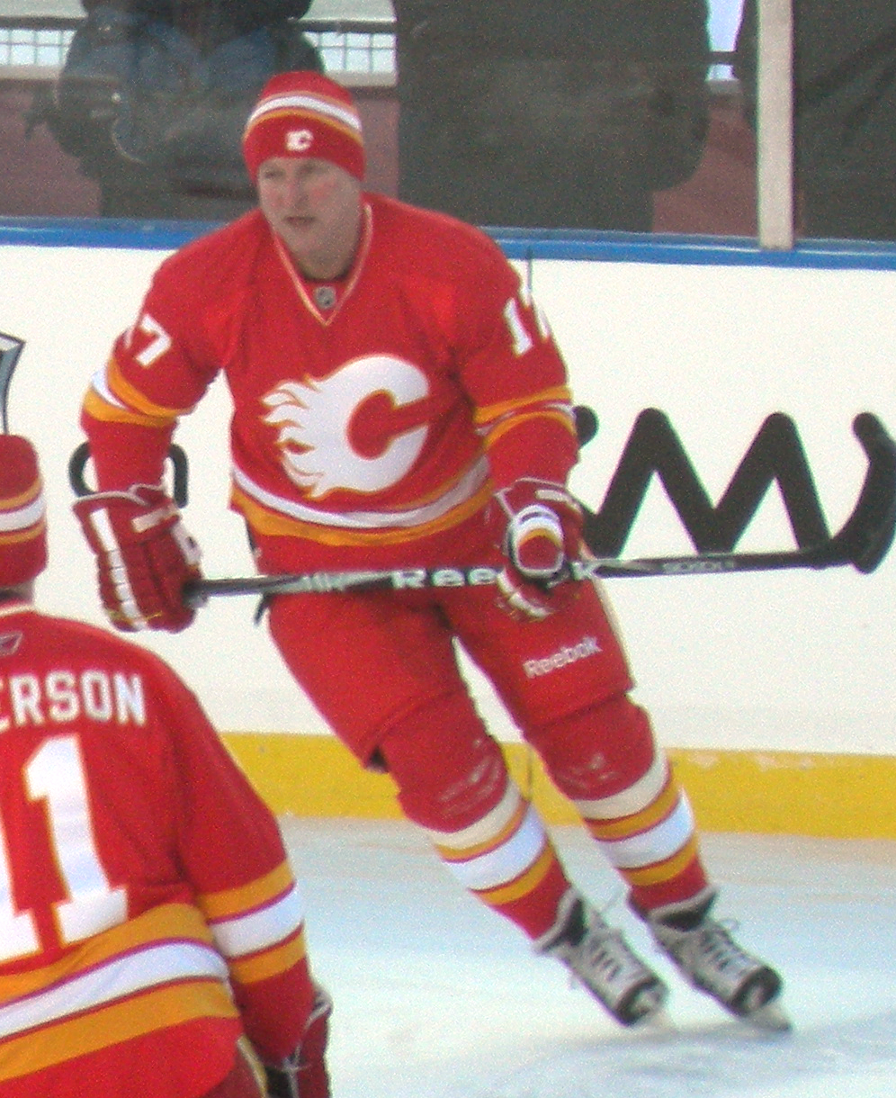
Jiří Hrdina, gewählt an Position 159

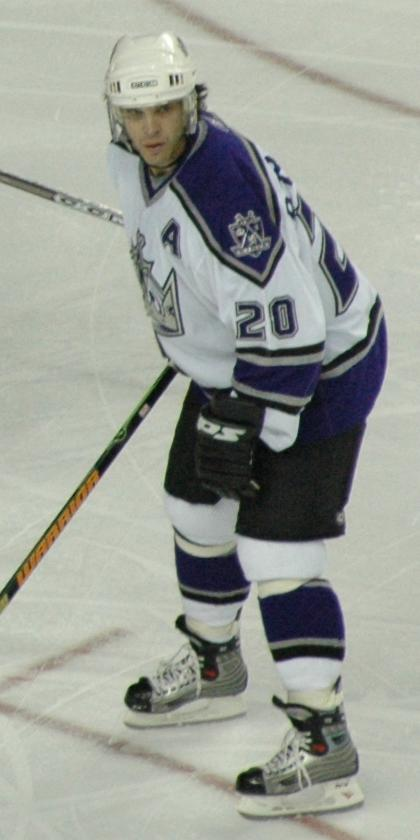
Luc Robitaille, gewählt an Position 171

| Inhaltsverzeichnis Runde 1 \| Runde 2 \| Runde 3 \| Runde 4 \| Runde 5 \| Runde 6 \| Runde 7 \| Runde 8 \| Runde 9 \| Runde 10 \| Runde 11 \| Runde 12 |

Abkürzungen:
Position mit C = Center, LW = linker Flügel, RW = rechter Flügel, D = Verteidiger, G = Torwart
Farblegende:
 = Spieler, die in die Hockey Hall of Fame aufgenommen wurden

### Runde 1
| #   | Spieler                 | Nationalität       | Position | NHL-Team                                      | College-/Junioren-/Profi-Team   |
| --- | ----------------------- | ------------------ | -------- | --------------------------------------------- | ------------------------------- |
| 1.  | Mario Lemieux           | Kanada             | C        | Pittsburgh Penguins                           | Voisins de Laval (LHJMQ)        |
| 2.  | Kirk Muller             | Kanada             | C        | New Jersey Devils                             | Guelph Platers (OHL)            |
| 3.  | Eddie Olczyk            | Vereinigte Staaten | C        | Chicago Black Hawks (von Los Angeles Kings)   | USA Hockey                      |
| 4.  | Al Iafrate              | Vereinigte Staaten | D        | Toronto Maple Leafs                           | Belleville Bulls (OHL)          |
| 5.  | Petr Svoboda            | Tschechoslowakei   | D        | Canadiens de Montréal (von Hartford Whalers)  | CHZ Litvínov (1. Liga)          |
| 6.  | Craig Redmond           | Kanada             | D        | Los Angeles Kings (von Chicago Black Hawks)   | Hockey Canada                   |
| 7.  | Shawn Burr              | Kanada             | LW       | Detroit Red Wings                             | Kitchener Rangers (OHL)         |
| 8.  | Shayne Corson           | Kanada             | LW       | Canadiens de Montréal (von St. Louis Blues)   | Brantford Alexanders (OHL)      |
| 9.  | Doug Bodger             | Kanada             | D        | Pittsburgh Penguins (von Winnipeg Jets)       | Kamloops Junior Oilers (WHL)    |
| 10. | Jean-Jacques Daigneault | Kanada             | D        | Vancouver Canucks                             | Chevaliers de Longueuil (LHJMQ) |
| 11. | Sylvain Côté            | Kanada             | D        | Hartford Whalers (von Canadiens de Montréal)  | Remparts de Québec (LHJMQ)      |
| 12. | Gary Roberts            | Kanada             | LW       | Calgary Flames                                | Ottawa 67’s (OHL)               |
| 13. | David Quinn             | Vereinigte Staaten | D        | Minnesota North Stars                         | Kent High (US High School)      |
| 14. | Terry Carkner           | Kanada             | D        | New York Rangers                              | Peterborough Petes (OHL)        |
| 15. | Trevor Stienburg        | Kanada             | RW       | Nordiques de Québec                           | Guelph Platers (OHL)            |
| 16. | Roger Belanger          | Kanada             | C        | Pittsburgh Penguins (von Philadelphia Flyers) | Kingston Canadians (OHL)        |
| 17. | Kevin Hatcher           | Vereinigte Staaten | D        | Washington Capitals                           | North Bay Centennials (OHL)     |
| 18. | Mikael Andersson        | Schweden           | RW       | Buffalo Sabres                                | Västra Frölunda (Elitserien)    |
| 19. | Dave Pasin              | Kanada             | RW       | Boston Bruins                                 | Prince Albert Raiders (WHL)     |
| 20. | Duncan MacPherson       | Kanada             | D        | New York Islanders                            | Saskatoon Blades (WHL)          |
| 21. | Selmar Odelein          | Kanada             | D        | Edmonton Oilers                               | Regina Pats (WHL)               |

### Runde 2
| #   | Spieler          | Nationalität       | Position | NHL-Team                                                         | College-/Junioren-/Profi-Team          |
| --- | ---------------- | ------------------ | -------- | ---------------------------------------------------------------- | -------------------------------------- |
| 22. | Greg Smyth       | Kanada             | D        | Philadelphia Flyers (von Pittsburgh Penguins)                    | London Knights (OHL)                   |
| 23. | Craig Billington | Kanada             | G        | New Jersey Devils                                                | Belleville Bulls (OHL)                 |
| 24. | Brian Wilks      | Kanada             | C        | Los Angeles Kings                                                | Kitchener Rangers (OHL)                |
| 25. | Todd Gill        | Kanada             | D        | Toronto Maple Leafs                                              | Windsor Spitfires (OHL)                |
| 26. | Brian Benning    | Kanada             | D        | St. Louis Blues (von Hartford Whalers via Canadiens de Montréal) | Portland Winter Hawks (WHL)            |
| 27. | Scott Mellanby   | Kanada             | RW       | Philadelphia Flyers (von Chicago Black Hawks)                    | Henry Carr High (Canadian High School) |
| 28. | Doug Houda       | Kanada             | D        | Detroit Red Wings                                                | Calgary Wranglers (WHL)                |
| 29. | Stéphane Richer  | Kanada             | LW       | Canadiens de Montréal (von St. Louis Blues)                      | Bisons de Granby (LHJMQ)               |
| 30. | Peter Douris     | Kanada             | RW       | Winnipeg Jets                                                    | University of New Hampshire (NCAA)     |
| 31. | Jeff Rohlicek    | Vereinigte Staaten | C        | Vancouver Canucks                                                | Portland Winter Hawks (WHL)            |
| 32. | Tony Hrkac       | Kanada             | C        | St. Louis Blues (von Canadiens de Montréal)                      | Orillia Travelways (OJHL)              |
| 33. | Ken Sabourin     | Kanada             | D        | Calgary Flames                                                   | Sault Ste. Marie Greyhounds (OHL)      |
| 34. | Steve Leach      | Vereinigte Staaten | RW       | Washington Capitals (von Minnesota North Stars)                  | Matignon High (US High School)         |
| 35. | Raimo Helminen   | Finnland           | C        | New York Rangers                                                 | Ilves Tampere (SM-liiga)               |
| 36. | Jeff Brown       | Kanada             | D        | Nordiques de Québec                                              | Sudbury Wolves (OHL)                   |
| 37. | Jeff Chychrun    | Kanada             | D        | Philadelphia Flyers                                              | Kingston Canadians (OHL)               |
| 38. | Paul Ranheim     | Vereinigte Staaten | LW       | Calgary Flames (von Washington Capitals)                         | Edina High (US High School)            |
| 39. | Doug Trapp       | Kanada             | LW       | Buffalo Sabres                                                   | Regina Pats (WHL)                      |
| 40. | Ray Podloski     | Kanada             | C        | Boston Bruins                                                    | Portland Winter Hawks (WHL)            |
| 41. | Bruce Melanson   | Kanada             | RW       | New York Islanders                                               | Oshawa Generals (OHL)                  |
| 42. | Daryl Reaugh     | Kanada             | G        | Edmonton Oilers                                                  | Kamloops Junior Oilers (WHL)           |

### Runde 3
| #   | Spieler        | Nationalität       | Position | NHL-Team                                                                  | College-/Junioren-/Profi-Team                |
| --- | -------------- | ------------------ | -------- | ------------------------------------------------------------------------- | -------------------------------------------- |
| 43. | Dave McLay     | Kanada             | LW       | Philadelphia Flyers (von Pittsburgh Penguins)                             | Kelowna Wings (WHL)                          |
| 44. | Neil Davey     | Kanada             | D        | New Jersey Devils                                                         | Michigan State University (NCAA)             |
| 45. | Trent Yawney   | Kanada             | D        | Chicago Black Hawks (von Los Angeles Kings)                               | Saskatoon Blades (WHL)                       |
| 46. | Ken Hodge      | Kanada             | C        | Minnesota North Stars (von Toronto Maple Leafs via Canadiens de Montréal) | St. John’s Prep (US High School)             |
| 47. | John Stevens   | Kanada             | D        | Philadelphia Flyers (von Hartford Whalers)                                | Oshawa Generals (OHL)                        |
| 48. | John English   | Kanada             | D        | Los Angeles Kings (von Chicago Black Hawks)                               | Sault Ste. Marie Greyhounds (OHL)            |
| 49. | Milan Chalupa  | Tschechoslowakei   | D        | Detroit Red Wings                                                         | Dukla Jihlava (1. Liga)                      |
| 50. | Toby Ducolon   | Vereinigte Staaten | RW       | St. Louis Blues                                                           | Bellows Free Academy (US High School)        |
| 51. | Patrick Roy    | Kanada             | G        | Canadiens de Montréal (von Winnipeg Jets)                                 | Bisons de Granby (LHJMQ)                     |
| 52. | David Saunders | Kanada             | LW       | Vancouver Canucks                                                         | St. Lawrence University (NCAA)               |
| 53. | Robert Dirk    | Kanada             | D        | St. Louis Blues (von Canadiens de Montréal)                               | Regina Pats (WHL)                            |
| 54. | Graeme Bonar   | Kanada             | RW       | Canadiens de Montréal (von Calgary Flames)                                | Sault Ste. Marie Greyhounds (OHL)            |
| 55. | Landis Chaulk  | Kanada             | LW       | Vancouver Canucks (von Minnesota North Stars)                             | Calgary Wranglers (WHL)                      |
| 56. | Alan Perry     | Vereinigte Staaten | G        | St. Louis Blues (von New York Rangers)                                    | Mount Saint Charles Academy (US High School) |
| 57. | Steven Finn    | Kanada             | D        | Nordiques de Québec                                                       | Voisins de Laval (LHJMQ)                     |
| 58. | Mike Stevens   | Kanada             | LW       | Vancouver Canucks (von Philadelphia Flyers via Pittsburgh Penguins)       | Kitchener Rangers (OHL)                      |
| 59. | Michal Pivoňka | Tschechoslowakei   | C        | Washington Capitals                                                       | Dukla Jihlava (1. Liga)                      |
| 60. | Ray Sheppard   | Kanada             | RW       | Buffalo Sabres                                                            | Cornwall Royals (OHL)                        |
| 61. | Jeff Cornelius | Kanada             | D        | Boston Bruins                                                             | Toronto Marlboros (OHL)                      |
| 62. | Jeff Norton    | Vereinigte Staaten | D        | New York Islanders                                                        | Cushing Academy (US High School)             |
| 63. | Todd Norman    | Vereinigte Staaten | C        | Edmonton Oilers                                                           | Hill-Murray High (US High School)            |

### Runde 4
| #   | Spieler        | Nationalität       | Position | NHL-Team                                                         | College-/Junioren-/Profi-Team          |
| --- | -------------- | ------------------ | -------- | ---------------------------------------------------------------- | -------------------------------------- |
| 64. | Marc Teevens   | Kanada             | RW       | Pittsburgh Penguins                                              | Peterborough Petes (OHL)               |
| 65. | Lee Brodeur    | Vereinigte Staaten | RW       | Canadiens de Montréal (von New Jersey Devils)                    | Grafton High (US High School)          |
| 66. | Tommy Eriksson | Schweden           | LW       | Chicago Black Hawks (von Los Angeles Kings)                      | MoDo AIK (Elitserien)                  |
| 67. | Jeff Reese     | Kanada             | G        | Toronto Maple Leafs                                              | London Knights (OHL)                   |
| 68. | Chris Mills    | Kanada             | D        | Winnipeg Jets (von Hartford Whalers)                             | Bramalea Blues (MetJBHL)               |
| 69. | Tom Glavine    | Vereinigte Staaten | C        | Los Angeles Kings (von Chicago Black Hawks)                      | Billerica High (US High School)        |
| 70. | Doug Wieck     | Vereinigte Staaten | LW       | New York Islanders (von Detroit Red Wings via Los Angeles Kings) | Rochester Mayo High (US High School)   |
| 71. | Graham Herring | Kanada             | D        | St. Louis Blues                                                  | Chevaliers de Longueuil (LHJMQ)        |
| 72. | Sean Clement   | Kanada             | D        | Winnipeg Jets                                                    | Brockville Braves (CJHL)               |
| 73. | Brian Bertuzzi | Kanada             | D        | Vancouver Canucks                                                | Kamloops Junior Oilers (WHL)           |
| 74. | Paul Ysebaert  | Kanada             | LW       | New Jersey Devils (von Canadiens de Montréal)                    | Petrolia Jets (WOJHL)                  |
| 75. | Petr Rosol     | Tschechoslowakei   | RW       | Calgary Flames                                                   | Dukla Jihlava (1. Liga)                |
| 76. | Miroslav Malý  | Tschechoslowakei   | D        | Minnesota North Stars                                            | SV Bayreuth (2. Bundesliga)            |
| 77. | Paul Broten    | Vereinigte Staaten | RW       | New York Rangers                                                 | Roseau High (US High School)           |
| 78. | Terry Perkins  | Kanada             | RW       | Nordiques de Québec                                              | Portland Winter Hawks (WHL)            |
| 79. | Dave Hanson    | Vereinigte Staaten | C        | Philadelphia Flyers                                              | Grand Forks High (US High School)      |
| 80. | Kris King      | Kanada             | LW       | Washington Capitals                                              | Peterborough Petes (OHL)               |
| 81. | Bob Halkidis   | Kanada             | D        | Buffalo Sabres                                                   | London Knights (OHL)                   |
| 82. | Bob Joyce      | Kanada             | LW       | Boston Bruins                                                    | Notre Dame High (Canadian High School) |
| 83. | Ari Haanpää    | Finnland           | RW       | New York Islanders                                               | Ilves Tampere (SM-liiga)               |
| 84. | Richard Novak  | Kanada             | RW       | Edmonton Oilers                                                  | Richmond Sockeyes (BCJHL)              |

### Runde 5
| #    | Spieler            | Nationalität       | Position | NHL-Team                                      | College-/Junioren-/Profi-Team          |
| ---- | ------------------ | ------------------ | -------- | --------------------------------------------- | -------------------------------------- |
| 85.  | Arto Javanainen    | Finnland           | RW       | Pittsburgh Penguins                           | Ässät Pori (SM-liiga)                  |
| 86.  | Jon Morris         | Vereinigte Staaten | C        | New Jersey Devils                             | Chelmsford High (US High School)       |
| 87.  | David Grannis      | Vereinigte Staaten | RW       | Los Angeles Kings                             | South St. Paul High (US High School)   |
| 88.  | Jack Capuano       | Vereinigte Staaten | D        | Toronto Maple Leafs                           | Kent High (US High School)             |
| 89.  | Jiří Poner         | Tschechoslowakei   | RW       | Minnesota North Stars (von Hartford Whalers)  | EV Landshut (Bundesliga)               |
| 90.  | Timo Lehkonen      | Finnland           | G        | Chicago Black Hawks                           | Jokerit Helsinki (SM-liiga)            |
| 91.  | Mats-Åke Lundström | Schweden           | RW       | Detroit Red Wings                             | Skellefteå AIK (Elitserien)            |
| 92.  | Scott Paluch       | Vereinigte Staaten | D        | St. Louis Blues                               | Chicago Jets (NAHL)                    |
| 93.  | Scott Schneider    | Vereinigte Staaten | C        | Winnipeg Jets                                 | Colorado College (NCAA)                |
| 94.  | Brett MacDonald    | Kanada             | D        | Vancouver Canucks                             | North Bay Centennials (OHL)            |
| 95.  | Gerry Johannson    | Kanada             | D        | Canadiens de Montréal                         | Swift Current Indians (SJHL)           |
| 96.  | Joel Paunio        | Finnland           | LW       | Calgary Flames                                | HIFK Helsinki (SM-liiga)               |
| 97.  | Kari Takko         | Finnland           | G        | Minnesota North Stars                         | Ässät Pori (SM-liiga)                  |
| 98.  | Clark Donatelli    | Vereinigte Staaten | C        | New York Rangers                              | Stratford Cullitons (MWJHL)            |
| 99.  | Brent Severyn      | Kanada             | D        | Winnipeg Jets (von Nordiques de Québec)       | Seattle Breakers (WHL)                 |
| 100. | Brian Dobbin       | Kanada             | RW       | Philadelphia Flyers                           | London Knights (OHL)                   |
| 101. | Darin Sceviour     | Kanada             | RW       | Chicago Black Hawks (von Washington Capitals) | Lethbridge Broncos (WHL)               |
| 102. | Joe Rampton        | Kanada             | LW       | Buffalo Sabres                                | Sault Ste. Marie Greyhounds (OHL)      |
| 103. | Mike Bishop        | Kanada             | G        | Boston Bruins                                 | London Knights (OHL)                   |
| 104. | Mike Murray        | Kanada             | C        | New York Islanders                            | London Knights (OHL)                   |
| 105. | Rick Lambert       | Kanada             | LW       | Edmonton Oilers                               | Henry Carr High (Canadian High School) |

### Runde 6
| #    | Spieler          | Nationalität       | Position | NHL-Team                                  | College-/Junioren-/Profi-Team            |
| ---- | ---------------- | ------------------ | -------- | ----------------------------------------- | ---------------------------------------- |
| 106. | Emanuel Viveiros | Kanada             | D        | Edmonton Oilers (von Pittsburgh Penguins) | Prince Albert Raiders (WHL)              |
| 107. | Kirk McLean      | Kanada             | G        | New Jersey Devils                         | Oshawa Generals (OHL)                    |
| 108. | Greg Strome      | Kanada             | G        | Los Angeles Kings                         | University of North Dakota (NCAA)        |
| 109. | Fabian Joseph    | Kanada             | C        | Toronto Maple Leafs                       | Victoria Cougars (WHL)                   |
| 110. | Mike Millar      | Kanada             | RW       | Hartford Whalers                          | Brantford Alexanders (OHL)               |
| 111. | Chris Clifford   | Kanada             | G        | Chicago Black Hawks                       | Kingston Canadians (OHL)                 |
| 112. | Randy Hansch     | Kanada             | G        | Detroit Red Wings                         | Victoria Cougars (WHL)                   |
| 113. | Steve Tuttle     | Kanada             | RW       | St. Louis Blues                           | Richmond Sockeyes (BCJHL)                |
| 114. | Gary Lorden      | Vereinigte Staaten | D        | Winnipeg Jets                             | Bishop Hendricken High (US High School)  |
| 115. | Jeff Korchinski  | Kanada             | D        | Vancouver Canucks                         | Clarkson University (NCAA)               |
| 116. | Jim Nesich       | Vereinigte Staaten | C        | Canadiens de Montréal                     | Junior de Verdun (LHJMQ)                 |
| 117. | Brett Hull       | Vereinigte Staaten | RW       | Calgary Flames                            | Penticton Knights (BCJHL)                |
| 118. | Gary McColgan    | Kanada             | LW       | Minnesota North Stars                     | Oshawa Generals (OHL)                    |
| 119. | Kjell Samuelsson | Schweden           | D        | New York Rangers                          | Leksands IF (Elitserien)                 |
| 120. | Darren Cota      | Kanada             | RW       | Nordiques de Québec                       | Kelowna Wings (WHL)                      |
| 121. | John Dzikowski   | Kanada             | C        | Philadelphia Flyers                       | Brandon Wheat Kings (WHL)                |
| 122. | Vito Cramarossa  | Kanada             | RW       | Washington Capitals                       | Toronto Marlboros (OHL)                  |
| 123. | James Gasseau    | Kanada             | D        | Buffalo Sabres                            | Voltigeurs de Drummondville (LHJMQ)      |
| 124. | Randy Oswald     | Kanada             | D        | Boston Bruins                             | Michigan Technological University (NCAA) |
| 125. | Jim Wilharm      | Vereinigte Staaten | D        | New York Islanders                        | Minnetonka High (US High School)         |
| 126. | Ivan Dornič      | Tschechoslowakei   | LW       | Edmonton Oilers                           | Dukla Trenčín (1. Liga)                  |

### Runde 7
| #    | Spieler           | Nationalität       | Position | NHL-Team              | College-/Junioren-/Profi-Team               |
| ---- | ----------------- | ------------------ | -------- | --------------------- | ------------------------------------------- |
| 127. | Tom Ryan          | Vereinigte Staaten | D        | Pittsburgh Penguins   | Newton North High (US High School)          |
| 128. | Ian Ferguson      | Vereinigte Staaten | D        | New Jersey Devils     | Oshawa Generals (OHL)                       |
| 129. | Tim Hanley        | Vereinigte Staaten | C        | Los Angeles Kings     | Deerfield Academy (US High School)          |
| 130. | Joe MacInnis      | Vereinigte Staaten | C        | Toronto Maple Leafs   | Watertown High (US High School)             |
| 131. | Mike Vellucci     | Vereinigte Staaten | D        | Hartford Whalers      | Belleville Bulls (OHL)                      |
| 132. | Mike Stapleton    | Kanada             | C        | Chicago Black Hawks   | Cornwall Royals (OHL)                       |
| 133. | Stefan Larsson    | Schweden           | D        | Detroit Red Wings     | Västra Frölunda (Elitserien)                |
| 134. | Cliff Ronning     | Kanada             | C        | St. Louis Blues       | New Westminster Bruins (WHL)                |
| 135. | Luciano Borsato   | Kanada             | C        | Winnipeg Jets         | Bramalea Blues (MetJBHL)                    |
| 136. | Blaine Chrest     | Kanada             | C        | Vancouver Canucks     | Portland Winter Hawks (WHL)                 |
| 137. | Scott MacTavish   | Kanada             | D        | Canadiens de Montréal | Fredericton High (Canadian High School)     |
| 138. | Kevan Melrose     | Kanada             | D        | Calgary Flames        | Red Deer Rustlers (AJHL)                    |
| 139. | Vladimír Kýhos    | Tschechoslowakei   | LW       | Minnesota North Stars | CHZ Litvínov (1. Liga)                      |
| 140. | Tom Hussey        | Kanada             | LW       | New York Rangers      | St. Andrew’s College (Canadian High School) |
| 141. | Henrik Cedergren  | Schweden           | RW       | Nordiques de Québec   | Brynäs IF (Elitserien)                      |
| 142. | Tom Allen         | Kanada             | D        | Philadelphia Flyers   | Kitchener Rangers (OHL)                     |
| 143. | Timo Iljina       | Finnland           | C        | Washington Capitals   | Kärpät Oulu (SM-liiga)                      |
| 144. | Darcy Wakaluk     | Kanada             | G        | Buffalo Sabres        | Kelowna Wings (WHL)                         |
| 145. | Mark Thietke      | Kanada             | LW       | Boston Bruins         | Saskatoon Blades (WHL)                      |
| 146. | Kelly Murphy      | Kanada             | D        | New York Islanders    | Notre Dame High (Canadian High School)      |
| 147. | Heikki Riihijärvi | Finnland           | D        | Edmonton Oilers       | S-Kiekko (II-divisioona)                    |

### Runde 8
| #    | Spieler          | Nationalität       | Position | NHL-Team                                  | College-/Junioren-/Profi-Team            |
| ---- | ---------------- | ------------------ | -------- | ----------------------------------------- | ---------------------------------------- |
| 148. | Don Porter       | Kanada             | LW       | St. Louis Blues (von Pittsburgh Penguins) | Michigan Technological University (NCAA) |
| 149. | Vladimír Kameš   | Tschechoslowakei   | C        | New Jersey Devils                         | Dukla Jihlava (1. Liga)                  |
| 150. | Shannon Deegan   | Kanada             | C        | Los Angeles Kings                         | University of Vermont (NCAA)             |
| 151. | Derek Laxdal     | Kanada             | RW       | Toronto Maple Leafs                       | Brandon Wheat Kings (WHL)                |
| 152. | Lars Karlsson    | Schweden           | LW       | Detroit Red Wings (von Hartford Whalers)  | Färjestad BK (Elitserien)                |
| 153. | Glenn Greenough  | Kanada             | RW       | Chicago Black Hawks                       | Sudbury Wolves (OHL)                     |
| 154. | Urban Nordin     | Schweden           | C        | Detroit Red Wings                         | MoDo AIK (Elitserien)                    |
| 155. | Jim Vesey        | Vereinigte Staaten | C        | St. Louis Blues                           | Columbus High (US High School)           |
| 156. | Brad Jones       | Vereinigte Staaten | LW       | Winnipeg Jets                             | University of Michigan (NCAA)            |
| 157. | Jim Agnew        | Kanada             | D        | Vancouver Canucks                         | Brandon Wheat Kings (WHL)                |
| 158. | Brad McCaughey   | Vereinigte Staaten | C        | Canadiens de Montréal                     | Ann Arbor High (US High School)          |
| 159. | Jiří Hrdina      | Tschechoslowakei   | C        | Calgary Flames                            | Sparta ČKD Prag (1. Liga)                |
| 160. | Darin McInnis    | Vereinigte Staaten | G        | Minnesota North Stars                     | Kent High (US High School)               |
| 161. | Brian Nelson     | Vereinigte Staaten | C        | New York Rangers                          | Willmar High (US High School)            |
| 162. | Jyrki Mäki       | Finnland           | D        | Nordiques de Québec                       | St. Paul Simley High (US High School)    |
| 163. | Luke Vitale      | Kanada             | C        | Philadelphia Flyers                       | Henry Carr High (Canadian High School)   |
| 164. | Frank Joo        | Kanada             | D        | Washington Capitals                       | Regina Pats (WHL)                        |
| 165. | Orvar Stambert   | Schweden           | D        | Buffalo Sabres                            | Djurgårdens IF (Elitserien)              |
| 166. | Don Sweeney      | Kanada             | D        | Boston Bruins                             | St. Paul’s High (US High School)         |
| 167. | Franco De Santis | Kanada             | D        | New York Islanders                        | Junior de Verdun (LHJMQ)                 |
| 168. | Todd Ewen        | Kanada             | RW       | Edmonton Oilers                           | New Westminster Bruins (WHL)             |

### Runde 9
| #                      | Spieler                | Nationalität           | Position               | NHL-Team                               | College-/Junioren-/Profi-Team          |
| ---------------------- | ---------------------- | ---------------------- | ---------------------- | -------------------------------------- | -------------------------------------- |
| 169.                   | John Del Col           | Kanada                 | LW                     | Pittsburgh Penguins                    | Toronto Marlboros (OHL)                |
| 170.                   | Mike Roth              | Vereinigte Staaten     | D                      | New Jersey Devils                      | Hill-Murray High (US High School)      |
| 171.                   | Luc Robitaille         | Kanada                 | LW                     | Los Angeles Kings                      | Olympiques de Hull (LHJMQ)             |
| 172.                   | Dan Turner             | Kanada                 | LW                     | Toronto Maple Leafs                    | Medicine Hat Tigers (WHL)              |
| 173.                   | John Devereaux         | Vereinigte Staaten     | C                      | Hartford Whalers                       | Scituate High (US High School)         |
| 174.                   | Ralph DiFiori          | Kanada                 | D                      | Chicago Black Hawks                    | Cataractes de Shawinigan (LHJMQ)       |
| 175.                   | Bill Shibicky          | Kanada                 | C                      | Detroit Red Wings                      | Michigan State University (NCAA)       |
| 176.                   | Daniel Jomphe          | Kanada                 | LW                     | St. Louis Blues                        | Bisons de Granby (LHJMQ)               |
| 177.                   | Gord Whitaker          | Kanada                 | RW                     | Winnipeg Jets                          | Colorado College (NCAA)                |
| 178.                   | Rex Grant              | Kanada                 | G                      | Vancouver Canucks                      | Kamloops Junior Oilers (WHL)           |
| 179.                   | Eric Demers            | Kanada                 | LW                     | Canadiens de Montréal                  | Cataractes de Shawinigan (LHJMQ)       |
| 180.                   | Gary Suter             | Vereinigte Staaten     | D                      | Calgary Flames                         | University of Wisconsin–Madison (NCAA) |
| 181.                   | Duane Wahlin           | Vereinigte Staaten     | RW                     | Minnesota North Stars                  | St. Paul Johnson High (US High School) |
| 182.                   | Ville Kentala          | Finnland               | LW                     | New York Rangers                       | HIFK Helsinki U20 (A-nuorten SM-sarja) |
| 183.                   | Guy Ouellette          | Kanada                 | C                      | Nordiques de Québec                    | Remparts de Québec (LHJMQ)             |
| 184.                   | Billy Powers           | Vereinigte Staaten     | C                      | Philadelphia Flyers                    | Matignon High (US High School)         |
| 185.                   | Jim Thomson            | Kanada                 | RW                     | Washington Capitals                    | Toronto Marlboros (OHL)                |
| ungültiger Pick Anm. 1 | ungültiger Pick Anm. 1 | ungültiger Pick Anm. 1 | ungültiger Pick Anm. 1 | Buffalo Sabres                         | –                                      |
| 186.                   | Kevin Heffernan        | Kanada                 | C                      | Boston Bruins                          | Weymouth High (US High School)         |
| 187.                   | Tom Warden             | Kanada                 | D                      | New York Islanders                     | North Bay Centennials (OHL)            |
| 188.                   | Heinz Ehlers           | Danemark               | C                      | New York Rangers (von Edmonton Oilers) | AaB Ishockey (1. division)             |

### Runde 10
| #    | Spieler         | Nationalität       | Position | NHL-Team              | College-/Junioren-/Profi-Team                 |
| ---- | --------------- | ------------------ | -------- | --------------------- | --------------------------------------------- |
| 189. | Steve Hurt      | Vereinigte Staaten | RW       | Pittsburgh Penguins   | Hill-Murray High (US High School)             |
| 190. | Mike Peluso     | Vereinigte Staaten | LW       | New Jersey Devils     | Greenway High (US High School)                |
| 191. | Jeff Crossman   | Kanada             | D        | Los Angeles Kings     | Western Michigan University (NCAA)            |
| 192. | David Buckley   | Vereinigte Staaten | D        | Toronto Maple Leafs   | Trinity-Pawling High (US High School)         |
| 193. | Brent Regan     | Kanada             | C        | Hartford Whalers      | St. Albert Saints (AJHL)                      |
| 194. | Joakim Pehrson  | Schweden           | D        | Chicago Black Hawks   | Strömsbro IF (Division 1)                     |
| 195. | Jay Rose        | Vereinigte Staaten | D        | Detroit Red Wings     | New Prep School (US High School)              |
| 196. | Tom Tilley      | Kanada             | D        | St. Louis Blues       | Orillia Travelways (OJHL)                     |
| 197. | Rick Forst      | Kanada             | LW       | Winnipeg Jets         | Melville Millionaires (SJHL)                  |
| 198. | Ed Lowney       | Vereinigte Staaten | RW       | Vancouver Canucks     | Boston University (NCAA)                      |
| 199. | Ron Annear      | Kanada             | D        | Canadiens de Montréal | United States International University (NCAA) |
| 200. | Petr Rucka      | Tschechoslowakei   | C        | Calgary Flames        | Sparta ČKD Prag (1. Liga)                     |
| 201. | Mike Orn        | Vereinigte Staaten | RW       | Minnesota North Stars | Stillwater High (US High School)              |
| 202. | Kevin Miller    | Vereinigte Staaten | RW       | New York Rangers      | Redford Royals (GLJHL)                        |
| 203. | Ken Quinney     | Kanada             | LW       | Nordiques de Québec   | Calgary Wranglers (WHL)                       |
| 204. | Daryn Fersovich | Kanada             | C        | Philadelphia Flyers   | St. Albert Saints (AJHL)                      |
| 205. | Paul Cavallini  | Kanada             | D        | Washington Capitals   | Henry Carr High (Canadian High School)        |
| 206. | Brian McKinnon  | Kanada             | C        | Buffalo Sabres        | Ottawa 67’s (OHL)                             |
| 207. | John Urbanic    | Kanada             | LW       | Boston Bruins         | Windsor Spitfires (OHL)                       |
| 208. | David Volek     | Tschechoslowakei   | LW       | New York Islanders    | Slavia Prag (1. ČNHL)                         |
| 209. | Joel Curtis     | Kanada             | LW       | Edmonton Oilers       | Oshawa Generals (OHL)                         |

### Runde 11
| #                      | Spieler                | Nationalität           | Position               | NHL-Team                                      | College-/Junioren-/Profi-Team          |
| ---------------------- | ---------------------- | ---------------------- | ---------------------- | --------------------------------------------- | -------------------------------------- |
| 210.                   | Jim Steen              | Vereinigte Staaten     | C                      | Pittsburgh Penguins                           | Moorhead High (US High School)         |
| 211.                   | Jarkko Piiparinen      | Finnland               | LW                     | New Jersey Devils                             | Kiekko-Reipas (SM-liiga)               |
| 212.                   | Paul Kenny             | Kanada                 | G                      | Los Angeles Kings                             | Cornwall Royals (OHL)                  |
| 213.                   | Mike Wurst             | Vereinigte Staaten     | LW                     | Toronto Maple Leafs                           | Ohio State University (NCAA)           |
| 214.                   | Jim Culhane            | Kanada                 | D                      | Hartford Whalers                              | Western Michigan University (NCAA)     |
| 215.                   | Bill Brown             | Vereinigte Staaten     | C                      | Chicago Black Hawks                           | St. Paul Simley High (US High School)  |
| 216.                   | Tim Kaiser             | Kanada                 | RW                     | Detroit Red Wings                             | Guelph Platers (OHL)                   |
| 217.                   | Mark Cupolo            | Kanada                 | LW                     | St. Louis Blues                               | Guelph Platers (OHL)                   |
| 218.                   | Mike Warus             | Kanada                 | RW                     | Winnipeg Jets                                 | Lake Superior State University (NCAA)  |
| 219.                   | Doug Clarke            | Kanada                 | D                      | Vancouver Canucks                             | Colorado College (NCAA)                |
| 220.                   | David Tanner           | Kanada                 | D                      | Canadiens de Montréal                         | Notre Dame High (Canadian High School) |
| 221.                   | Stefan Jonsson         | Schweden               | D                      | Calgary Flames                                | Södertälje SK (Elitserien)             |
| 222.                   | Tom Terwilliger        | Vereinigte Staaten     | D                      | Minnesota North Stars                         | Edina High (US High School)            |
| 223.                   | Tom Lorentz            | Vereinigte Staaten     | C                      | New York Rangers                              | Brady High (US High School)            |
| 224.                   | David Mackey           | Kanada                 | LW                     | Chicago Black Hawks (von Nordiques de Québec) | Victoria Cougars (WHL)                 |
| ungültiger Pick Anm. 2 | ungültiger Pick Anm. 2 | ungültiger Pick Anm. 2 | ungültiger Pick Anm. 2 | Philadelphia Flyers                           | –                                      |
| 225.                   | Michail Tatarinow      | Sowjetunion            | D                      | Washington Capitals                           | Sokol Kiew (Wysschaja Liga)            |
| 226.                   | Grant Delcourt         | Kanada                 | RW                     | Buffalo Sabres                                | Kelowna Wings (WHL)                    |
| 227.                   | Bill Kopecky           | Vereinigte Staaten     | C                      | Boston Bruins                                 | Austin Prep (US High School)           |
| 228.                   | Russ Becker            | Vereinigte Staaten     | D                      | New York Islanders                            | Virginia High (US High School)         |
| 229.                   | Simon Wheeldon         | Kanada                 | C                      | Edmonton Oilers                               | Victoria Cougars (WHL)                 |

### Runde 12
| #    | Spieler          | Nationalität       | Position | NHL-Team              | College-/Junioren-/Profi-Team         |
| ---- | ---------------- | ------------------ | -------- | --------------------- | ------------------------------------- |
| 230. | Mark Ziliotto    | Kanada             | LW       | Pittsburgh Penguins   | Streetsville Derbys (COJHL)           |
| 231. | Chris Kiene      | Vereinigte Staaten | D        | New Jersey Devils     | Springfield Olympics (NEJHL)          |
| 232. | Brian Martin     | Kanada             | LW       | Los Angeles Kings     | Belleville Bulls (OHL)                |
| 233. | Peter Slanina    | Tschechoslowakei   | D        | Toronto Maple Leafs   | VSŽ Košice (1. Liga)                  |
| 234. | Peter Abric      | Kanada             | G        | Hartford Whalers      | North Bay Centennials (OHL)           |
| 235. | Dan Williams     | Vereinigte Staaten | D        | Chicago Black Hawks   | Chicago Jets (NAHL)                   |
| 236. | Tom Nickolau     | Kanada             | C        | Detroit Red Wings     | Guelph Platers (OHL)                  |
| 237. | Mark Lanigan     | Vereinigte Staaten | D        | St. Louis Blues       | Waterloo Black Hawks (USHL)           |
| 238. | Jim Edmands      | Kanada             | G        | Winnipeg Jets         | Cornell University (NCAA)             |
| 239. | Ed Kister        | Kanada             | D        | Vancouver Canucks     | London Knights (OHL)                  |
| 240. | Troy Crosby      | Kanada             | G        | Canadiens de Montréal | Junior de Verdun (LHJMQ)              |
| 241. | Rudolf Suchánek  | Tschechoslowakei   | D        | Calgary Flames        | Motor České Budějovice (1. Liga)      |
| 242. | Mike Nightengale | Vereinigte Staaten | D        | Minnesota North Stars | St. Paul Simley High (US High School) |
| 243. | Scott Brower     | Kanada             | G        | New York Rangers      | Lloydminster Lancers (SJHL)           |
| 244. | Peter Loob       | Schweden           | D        | Nordiques de Québec   | Södertälje SK (Elitserien)            |
| 245. | Juraj Bakoš      | Tschechoslowakei   | D        | Philadelphia Flyers   | VSŽ Košice (1. Liga)                  |
| 246. | Per Schederin    | Schweden           | D        | Washington Capitals   | Brynäs IF (Elitserien)                |
| 247. | Sean Baker       | Vereinigte Staaten | LW       | Buffalo Sabres        | Seattle Americans (PJHL)              |
| 248. | Jim Newhouse     | Vereinigte Staaten | LW       | Boston Bruins         | Matignon High (US High School)        |
| 249. | Allister Brown   | Kanada             | D        | New York Islanders    | University of New Hampshire (NCAA)    |
| 250. | Darren Gani      | Kanada             | D        | Edmonton Oilers       | Belleville Bulls (OHL)                |

## Statistik
| Rang | Nationalität       | Anzahl |
| ---- | ------------------ | ------ |
|      | Nordamerika        | 209    |
| 1.   | Kanada             | 148    |
| 2.   | Vereinigte Staaten | 61     |
|      | Europa             | 41     |
| 3.   | Tschechoslowakei   | 15     |
| 4.   | Schweden           | 13     |
| 5.   | Finnland           | 11     |
| 6.   | Sowjetunion        | 1      |
| 6.   | Dänemark           | 1      |

| Rang | Position             | Anzahl |
| ---- | -------------------- | ------ |
| 1.   | Verteidiger          | 90     |
| 2.   | Center               | 52     |
| 3.   | linke Flügelstürmer  | 46     |
| 4.   | rechte Flügelstürmer | 42     |
| 5.   | Torhüter             | 20     |

| Rang | Liga                                            | Anzahl |
| ---- | ----------------------------------------------- | ------ |
| 1.   | Ontario Hockey League (OHL)                     | 56     |
| 2.   | US High School                                  | 45     |
| 3.   | Western Hockey League (WHL)                     | 37     |
| 4.   | National Collegiate Athletic Association (NCAA) | 22     |
| 5.   | Ligue de hockey junior majeur du Québec (LHJMQ) | 16     |
| 6.   | 1. Liga                                         | 12     |
| 6.   | Elitserien                                      | 12     |
| 8.   | Canadian High School                            | 9      |
| 9.   | SM-liiga                                        | 8      |
| 10.  | Alberta Junior Hockey League (AJHL)             | 3      |
| 10.  | British Columbia Junior Hockey League (BCJHL)   | 3      |
| 10.  | Saskatchewan Junior Hockey League (SJHL)        | 3      |
| 13.  | Metro Junior B Hockey League (MetJBHL)          | 2      |
| 13.  | North American Hockey League (NAHL)             | 2      |
| 13.  | Ontario Junior Hockey League (OJHL)             | 2      |
| 16.  | 1. ČNHL                                         | 1      |
| 16.  | 1. division                                     | 1      |
| 16.  | II-divisioona                                   | 1      |
| 16.  | Bundesliga                                      | 1      |
| 16.  | 2. Bundesliga                                   | 1      |
| 16.  | Division 1                                      | 1      |
| 16.  | Wysschaja Liga                                  | 1      |
| 16.  | Hockey Canada                                   | 1      |
| 16.  | USA Hockey                                      | 1      |
| 16.  | A-nuorten SM-sarja                              | 1      |
| 16.  | Central Ontario Junior Hockey League (COJHL)    | 1      |
| 16.  | Central Junior Hockey League (CJHL)             | 1      |
| 16.  | Great Lakes Junior Hockey League (GLJHL)        | 1      |
| 16.  | Mid-Western Junior Hockey League (MWJHL)        | 1      |
| 16.  | New England Junior Hockey League (NEJHL)        | 1      |
| 16.  | Pacific Junior Hockey League (PJHL)             | 1      |
| 16.  | United States Hockey League (USHL)              | 1      |
| 16.  | Western Ontario Junior Hockey League (WOJHL)    | 1      |

## Rückblick

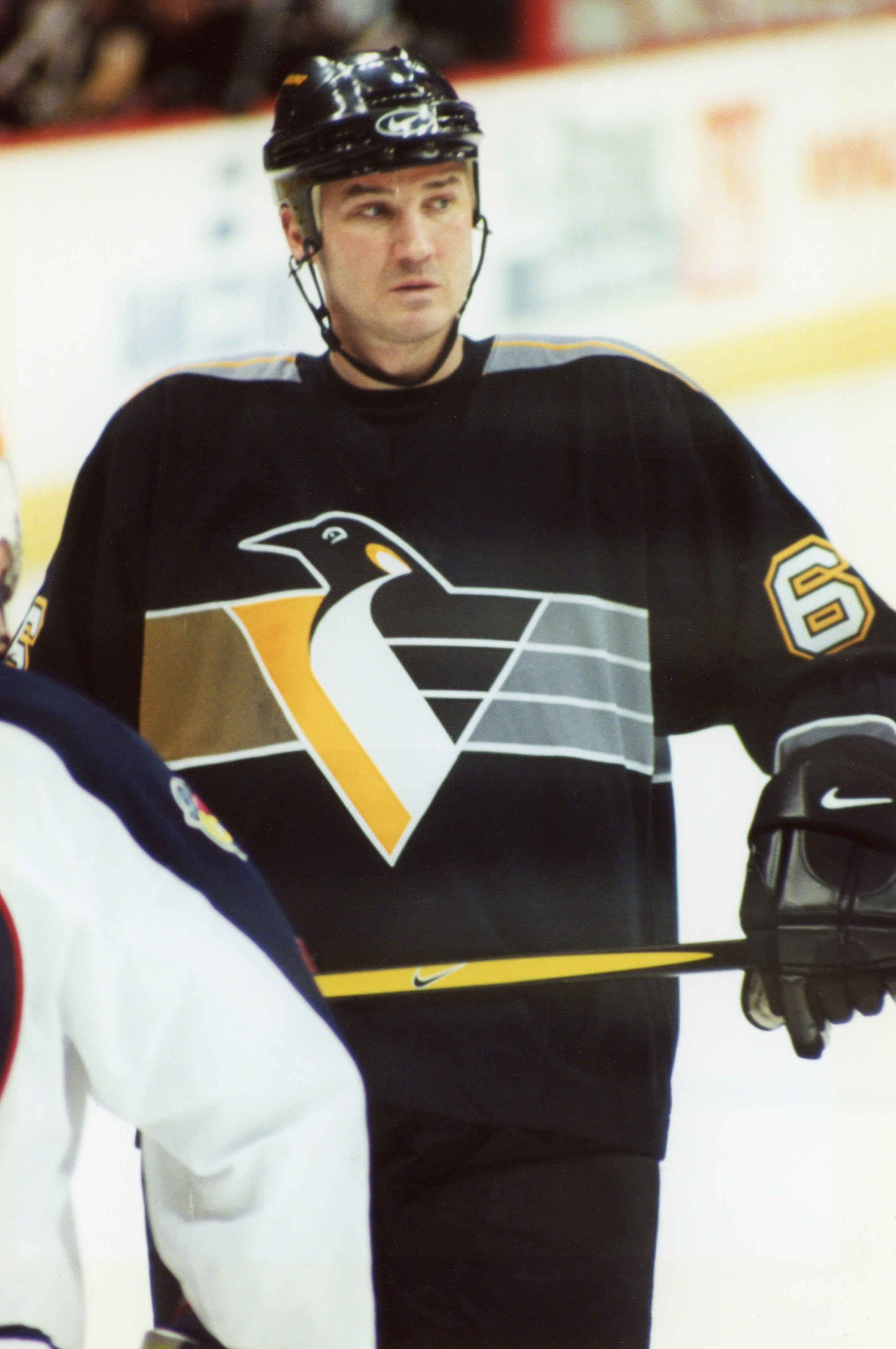
Mario Lemieux, statistisch bester Spieler dieses Jahrgangs

Alle Spieler dieses Draft-Jahrgangs haben ihre Profikarrieren beendet. Die Tabellen zeigen die jeweils fünf besten Akteure in den Kategorien Spiele, Tore, Vorlagen und Scorerpunkte sowie die fünf Torhüter mit den meisten Siegen in der NHL. Darüber hinaus haben 102 der 250 gewählten Spieler (ca. 41 %) mindestens eine NHL-Partie bestritten.
Abkürzungen: Sp = Spiele, T = Tore, V = Assists, Pkt = Scorerpunkte, S = Siege; Fett: Bestwert
| Pick | Spieler         | Position | Sp   | T   | V    | Pkt  |
| ---- | --------------- | -------- | ---- | --- | ---- | ---- |
| 1.   | Mario Lemieux   | C        | 915  | 690 | 1033 | 1723 |
| 171. | Luc Robitaille  | LW       | 1431 | 668 | 726  | 1394 |
| 117. | Brett Hull      | RW       | 1269 | 741 | 650  | 1391 |
| 2.   | Kirk Muller     | C        | 1349 | 357 | 602  | 959  |
| 12.  | Gary Roberts    | LW       | 1224 | 438 | 472  | 910  |
| 180. | Gary Suter      | D        | 1145 | 203 | 641  | 844  |
| 27.  | Scott Mellanby  | RW       | 1431 | 364 | 476  | 840  |
| 29.  | Stéphane Richer | LW       | 1054 | 421 | 398  | 819  |

| Pick | Spieler          | Sp   | S   |
| ---- | ---------------- | ---- | --- |
| 51.  | Patrick Roy      | 1029 | 551 |
| 107. | Kirk McLean      | 612  | 245 |
| 23.  | Craig Billington | 332  | 110 |
| 144. | Darcy Wakaluk    | 191  | 67  |
| 67.  | Jeff Reese       | 174  | 53  |